# Acrocomia
Genre
Synonymes
- Acanthococos Barb.Rodr.[2]
- Gastrococos Morales[2]

Espèces de rang inférieur
- Acrocomia aculeata
- Acrocomia media

Acrocomia est un genre de palmiers de la famille des Arecaceae natif des régions tropicales d'Amérique, du sud du Mexique et du sud des Caraïbes jusqu'au Paraguay et nord de l'Argentine. Il contient les espèces suivantes :
- Acrocomia aculeata
- Acrocomia media

## Classification
- Famille des Arecaceae
  - Sous-famille des Arecoideae
    - Tribu des Cocoseae
      - Sous-tribu des Bactridinae

Sa sous-tribu comprend quatre autres genres, Bactris, Aiphanes, Desmoncus et Astrocaryum.

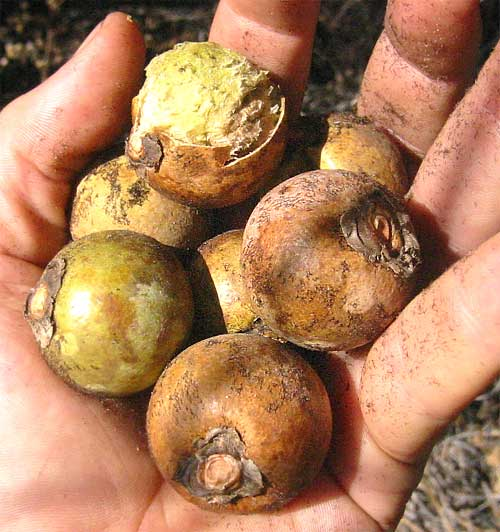
Fruits dAcrocomia aculeata

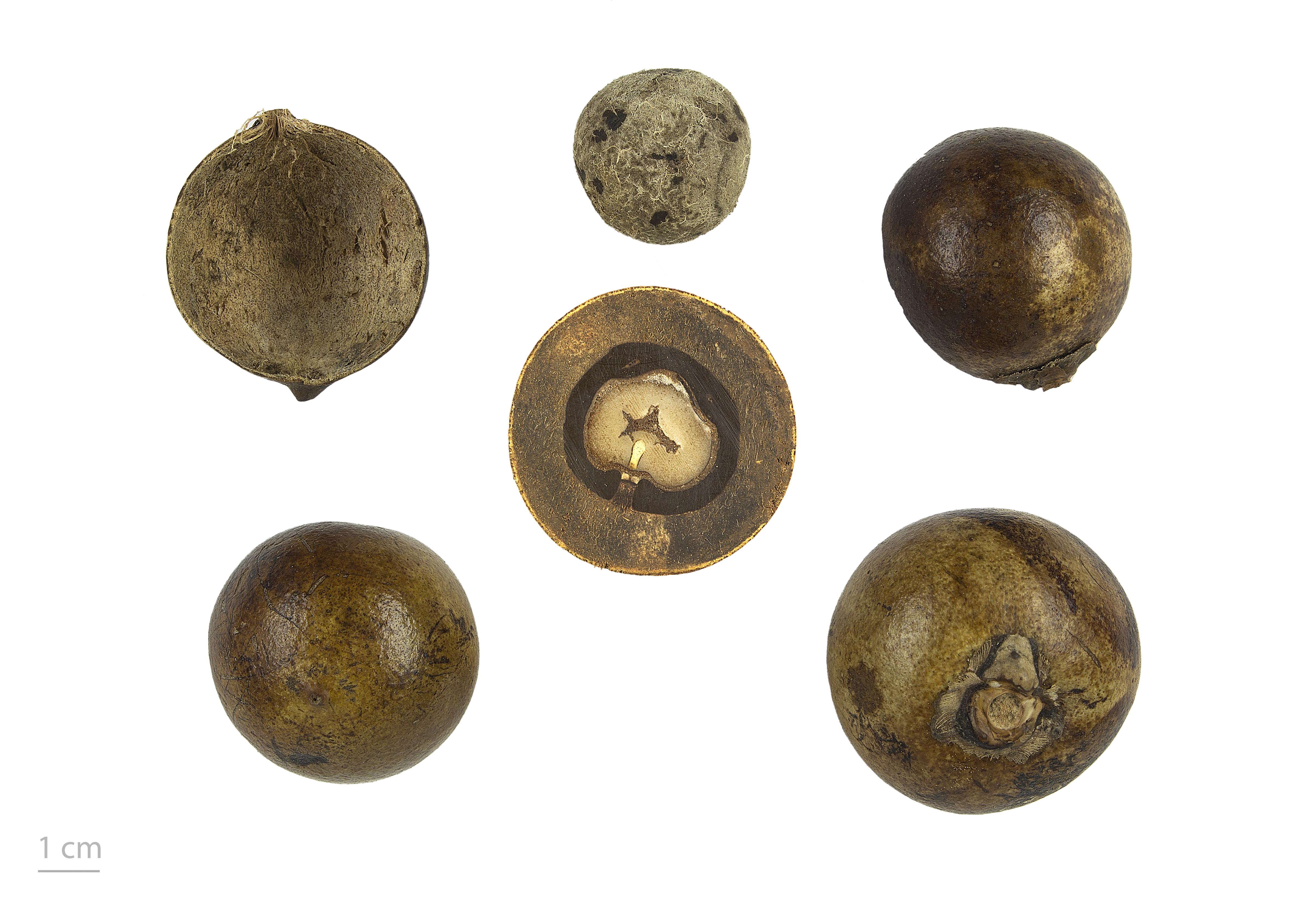
Acrocomia aculeata - Muséum de Toulouse

## Liste d'espèces
Selon BioLib (1 février 2019), Catalogue of Life (1 février 2019) et The Plant List (1 février 2019) :
- Acrocomia aculeata (Jacq.) Lodd. ex Mart.
- Acrocomia crispa (Kunth) C.F.Baker ex Becc.
- Acrocomia emensis (Toledo) Lorenzi
- Acrocomia glaucescens Lorenzi
- Acrocomia hassleri (Barb.Rodr.) W.J.Hahn
- Acrocomia intumescens Drude
- Acrocomia media O.F.Cook
- Acrocomia totai Mart.

Selon GRIN (1 février 2019) :
- Acrocomia aculeata (Jacq.) Lodd. & al. ex Mart.
- Acrocomia spp.

Selon ITIS (1 février 2019) :
- Acrocomia aculeata (Jacq.) Lodd. ex Mart.
- Acrocomia media O.F. Cook
- Acrocomia totai Mart.

Selon World Checklist of Selected Plant Families (WCSP) (1 février 2019) :
- Acrocomia aculeata (Jacq.) Lodd. ex R.Keith (1834)
- Acrocomia corumbaensi S.A.Vianna (2017)
- Acrocomia crispa (Kunth) C.F.Baker ex Becc. (1912)
- Acrocomia emensis (Toledo) Lorenzi, Brazil. Fl. (2010)
- Acrocomia glaucescens Lorenzi, Brazil. Fl. (2010)
- Acrocomia hassleri (Barb.Rodr.) W.J.Hahn (1991)
- Acrocomia intumescens Drude (1881)
- Acrocomia media O.F.Cook (1901)
- Acrocomia totai Mart. (1844)

Selon Tropicos (1 février 2019) (Attention liste brute contenant possiblement des synonymes) :
- Acrocomia aculeata (Jacq.) Lodd. ex Mart.
- Acrocomia antiguana L.H. Bailey
- Acrocomia antioquensis Posada-Arango
- Acrocomia armentalis (Morales) L.H. Bailey & E.Z. Bailey
- Acrocomia barrigae H. Cuadros
- Acrocomia belizensis L.H. Bailey
- Acrocomia christopherensis L.H. Bailey
- Acrocomia chunta Covas & Ragonese
- Acrocomia corumbaensis S. A. Vianna
- Acrocomia crispa (Kunth) C.F. Baker ex Becc.
- Acrocomia cubensis Lodd. ex H. Wendl.
- Acrocomia emensis (Toledo) Lorenzi
- Acrocomia erioacantha Barb. Rodr.
- Acrocomia fusiformis (Sw.) Sweet
- Acrocomia glaucescens Lorenzi
- Acrocomia glaucophylla Drude
- Acrocomia globosa Lodd. ex Mart.
- Acrocomia grenadana L.H. Bailey
- Acrocomia hassleri (Barb. Rodr.) W.J. Hahn
- Acrocomia horrida Lodd. ex Mart.
- Acrocomia hospes L.H. Bailey
- Acrocomia ierensis L.H. Bailey
- Acrocomia intumescens Drude
- Acrocomia karukerana L.H. Bailey
- Acrocomia lasiospatha Mart.
- Acrocomia media O.F. Cook
- Acrocomia mexicana Karw. ex Mart.
- Acrocomia microcarpa Barb. Rodr.
- Acrocomia minor Lodd. ex G. Don
- Acrocomia mokayayba Barb. Rodr.
- Acrocomia odorata Barb. Rodr.
- Acrocomia panamensis L.H. Bailey
- Acrocomia pilosa León
- Acrocomia quisqueyana L.H. Bailey
- Acrocomia sphaerocarpa Desf.
- Acrocomia spinosa (Mill.) H.E. Moore
- Acrocomia subinermis León ex L.H. Bailey
- Acrocomia tenuifrons Lodd. ex Mart.
- Acrocomia totai Mart.
- Acrocomia ulei Dammer
- Acrocomia viegasii L.H. Bailey
- Acrocomia vinifera Oerst.
- Acrocomia wallaceana (Drude) Becc.
- Acrocomia zapotecis Karw. ex H. Wendl.